# Dale (Wisconsin)
Dale è un comune degli Stati Uniti, situato in Wisconsin, nella Contea di Outagamie.